# Torpet Svedmyra

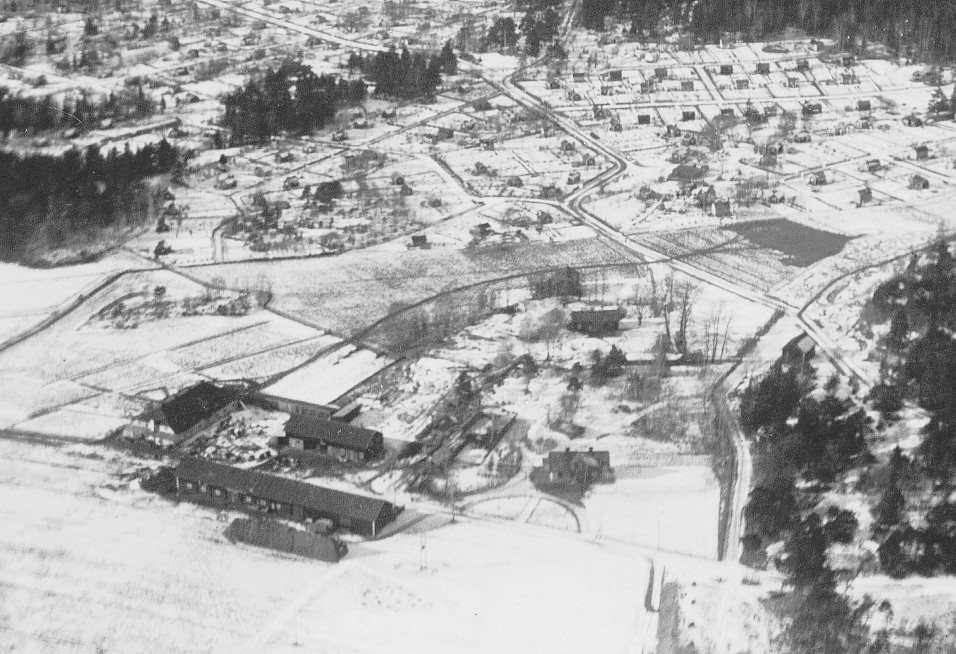
Mossens gård i förgrunden och torpet Svedmyra ungefär i bildmitt, vy österifrån. Flygfotografi av Oscar Bladh 1932.

Svedmyra (äldre form Svinmyra eller Svinmyran) var ett torp som låg i nuvarande stadsdelen Tallkrogen i Söderort. Torpet revs på 1930-talet och gav stadsdelen Svedmyra sitt namn.

## Historik

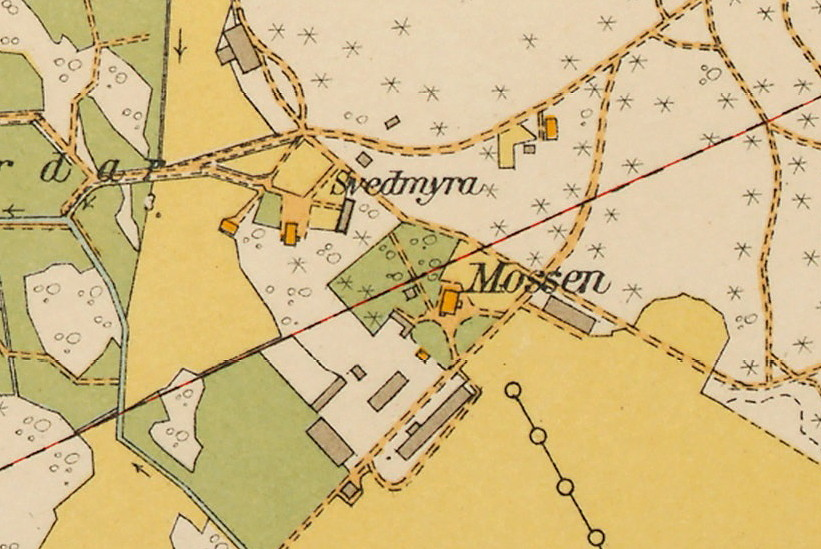
Svedmyra och Mossen på 1920-talet.

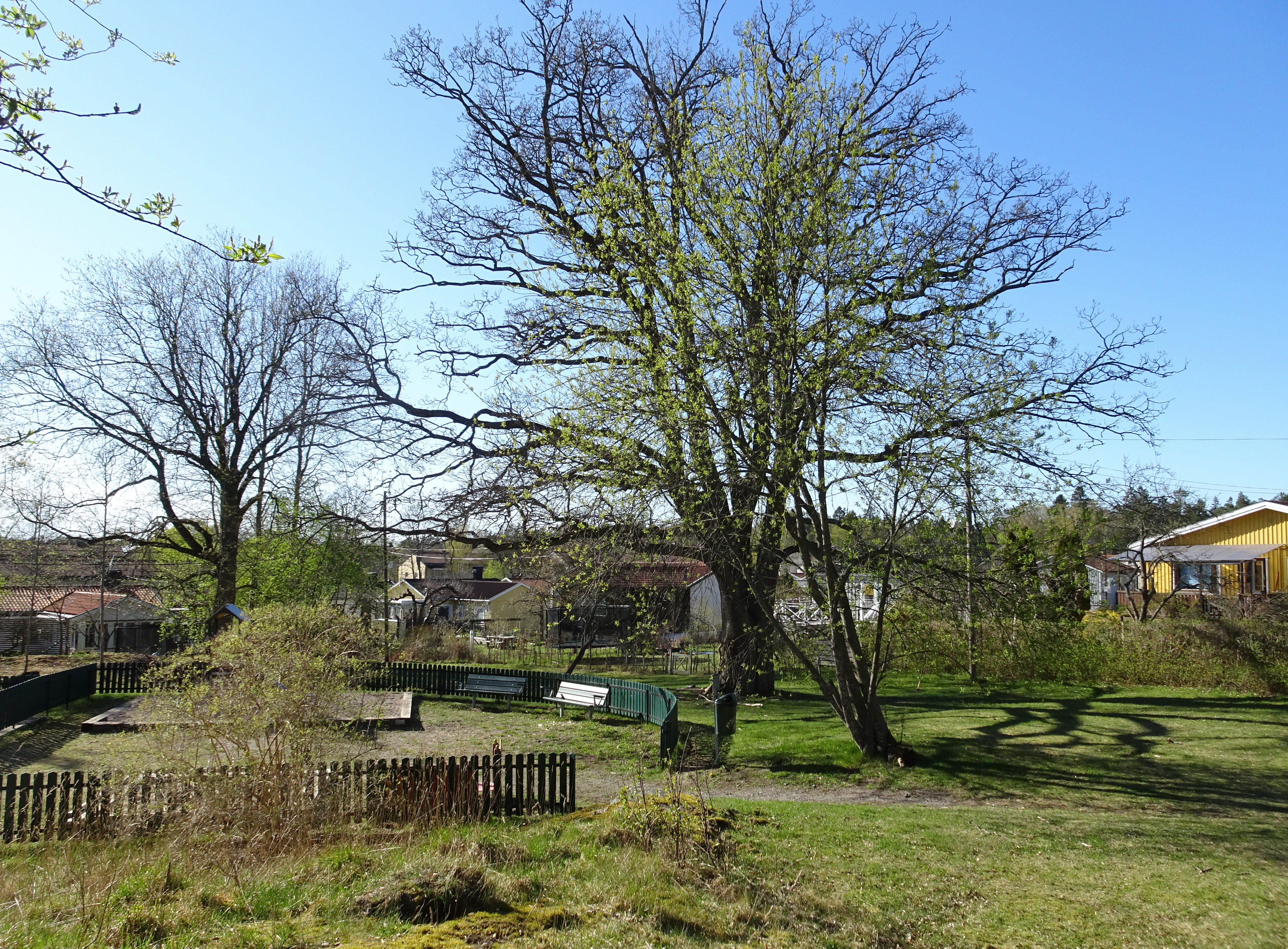
Platsen för torpet Svedmyra, april 2020.

### Namnet
Svedmyra kallades ursprungligen ”Svinmyra” eller ”Svinmyran”. En myt säger att Svinmyra fick sitt namn efter röda skogsmyror som förekommer i skogarna runt Svedmyra. Mera troligt är att efterleden myra härrör från myr i bestämd form som förekommer i flera ortnamn söder om Stockholm, exempelvis torpet Hackmyra vid sjön Trehörningen i Huddinge socken. Namnet Svinmyra ändrades av Stockholms stad till nuvarande Svedmyra när marken förvärvats 1905 i syfta att exploatera området för ett av stadens självbyggeriprogram.

### Byggnad
Svedmyra var ett bland flera torp som lydde under Östberga gård. Tillsammans med den fortfarande bevarade granngården, Mossens gård, låg Svedmyra vid foten av en södersluttning av Svedmyraskogen. Stället är känt sedan 1600-talet. Svedmyras sista huvudbyggnad uppfördes på 1700-talet och låg cirka 130–150 meter väster om Mossen. 
På ekonomiska kartan 1867–1871 redovisas Mossen som statartorp under Svinmyran. Senare avsöndrades stället från Svinmyran och kallas 1892 för Hedvigslund och Måsen. Kring sekelskiftet 1900 hörde till Svinmyran en liten trädgård och några ekonomibyggnader som låg norr om huvudbyggnaden. På ett flygfotografi taget 1932 av Oscar Bladh syns Svedmyra bakom Mossens gård. 

### Torpet Svedmyra rivs
I april 1934 fastställdes en stadsplan (Pl. 1355) för området. På den är både Svedmyras och Mossens byggnader inritade. På platsen sparade stadsplanen ett mindre grönområde som numera är den sydligaste delen av Svedmyraskogen, belägen söder om Morkullsvägen. Resten skulle bebyggas med fristående småhus. Svedmyras torp och uthus revs därefter medan Mossen fick stå kvar. I samband med stadsdelsindelningen 1934 hamnade torpet Svedmyra och gården Mossen i Tallkrogen. Efter Svedmyras tidigare bebyggelse existerar idag några äldre träd, bland annat med gårdens vårdträd.